# Pravisdomini
Pravisdomini (friülà Pravisdomini) és un municipi italià, dins de la província de Pordenone. L'any 2007 tenia 3.303 habitants. Limita amb els municipis d'Annone Veneto (VE), Azzano Decimo, Chions, Meduna di Livenza (TV), Pasiano di Pordenone i Pramaggiore (VE)

## Administració
| Període | Identitat       | Partit        |
| ------- | --------------- | ------------- |
| 2004-   | Maurizio Siagri | Llista cívica |